# Amalie Adlerberg

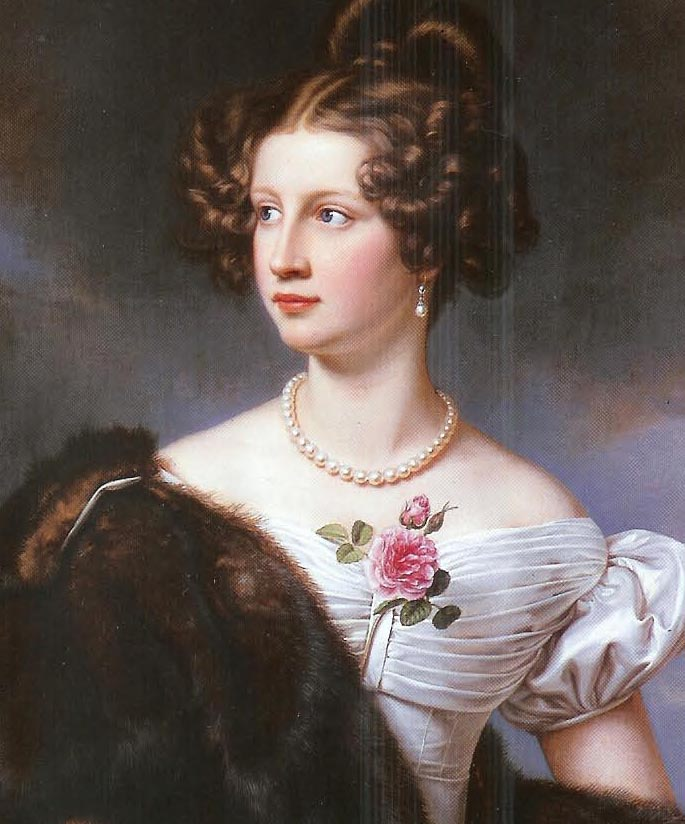
Amalie von Krüdener, de Joseph Stieler, 1828.

Amalie Adlerberg (rusă Амалия Максимилиановна Адлерберг, 1808–1888) a fost copilul din flori al Contelui Maximilian-Emmanuel Lerchenfeld (1772–1809) și a Ducesei Therese de Mecklenburg-Strelitz (1773–1839), soția Prințului de Thurn și Taxis.  Teresa a fost mătușa împărătesei ruse Alexandra Feodorovna, soția împăratului Nicolae I al Rusiei. 
Soțul Teresei, Karl Alexander, al 5-lea Prinț de Thurn și Taxis (1770–1827) a moștenit Regensburg. Prințul a fost invitat de Napoleon Bonaparte pentru proiecte noi și a trăit la Paris câțiva ani. În timpul absenței sale, Prințesa Terese a avut o relație pasională cu diplomatul bavarez, Contele Maximilian-Emmanuel Lerchenfeld. Rezultatul relației a fost o fetiță numită Amalie născută în 1808 la Darmstadt.
După decesul tatălui ei la 19 octombrie 1809, Amalie a fost luată în grijă de rudele Teresei la Darmstadt. Mai târziu a fost adusă la Regensburg, aproape de prințesa Teresa și și-a schimbat numele în Stargard. În cele din urmă a fost luată în grijă de familia Lerchenfeld și a locuit la palatul lor din Munchen sau la castelul familiei din Köfering în apropiere de Regensburg.
În cele din urmă, la 1 august 1823, Ludovic I, Mare Duce de Hesse i-a dat Amaliei în vârstă de 15 ani permisiunea de a purta numele de Lerchenfeld, însă fără drepturi de utilizare a blazonului și de a fi enumerată în arborele genealogic; acesta a fost prețul pentru povestea de dragoste a mamei ei.